# RPC TV
RPC es un canal de televisión abierta panameño, propiedad de la Corporación Medcom. Fue lanzado en 1960 y es el canal más antiguo del país. Sus sedes de transmisiones se encuentran en la Ciudad de Panamá.

## Historia
Entre 1956 y 1960, solo hubo emisiones de televisión en la Zona del Canal de Panamá, y las transmisiones de SCN en inglés por el Canal 8, dirigidas a los residentes civiles y militares. Los hermanos Fernando y Carlos Eleta, dueños de RPC Radio, decidieron crear una nueva estación de televisión, con apoyo del gobierno istmeño y tras dos años de preparativos técnicos sale al aire el 14 de marzo de 1960.

## Programación

### Programas de Entretenimiento y Variedades
- Rutas de mi País:  Programa de turismo interno.
- El Reventón de la Mañana:  Programa de entretenimiento con llamadas en vivo.
- Lo Mejor del Boxeo: programa de boxeo y opinión. Es el programa más antiguo del país, emitido desde 1975 por Juan Carlos Tapia.
- Tiempo Extra TV: Programa sobre deportes.
- A la Candela: Programa de análisis sobre el fútbol internacional y la LPF.
- La Hora Del Tiembla Tiembla: Programa de análisis sobre el fútbol.
- El Cutarrazo: Programa sobre el béisbol nacional y el béisbol de las grandes ligas.

### Eventos
- MLB, especialmente New York Yankees.
- Selección de fútbol de Panamá todas las categorías.
- Primera División de Panamá.
- Copa Mundial de la FIFA
- Campeonato juvenil y mayor béisbol.
- Giro RPC Radio.
- Ultimate Combat Challenge
- Selección de fútbol de Estados Unidos partidos de local de la Clasificación para la Copa Mundial de Fútbol de 2022.
- Liga 10
- Copa Talento
- WWE

## Señal en alta definición
El 1 de junio de 2012, el canal lanzó su propia señal en alta definición, con el primer evento emitido siendo el partido de fútbol amistoso entre la selección de fútbol de Panamá y selección de fútbol de Jamaica.

## Logotipos
| Periodo       | Características |
| ------------- | --- |
| 1960-1968     | Un paralelogramo con las letras RPC.                                                                                       |
| 1968-1983     | Un círculo con una huaca autóctona .                                                                                       |
| 1984-1990     | Un 4 formado por líneas y al lado las letras RPC (encima de la R sale un diminuto círculo con la huaca).                   |
| 1991          | El círculo con la huaca y de lado derecho con el lema: El Primer Canal.                                                    |
| 1992-1993     | El círculo con la huaca autóctona estilo moderna de color rojo, naranja y amarillo.                                        |
| 1994-1996     | Arriba el círculo con la huaca y de bajo las letras RPC con el lema: El Primer Canal.                                      |
| 1997          | Arriba el círculo con la huaca moderna color verde, rojo y azul y de bajo las letras RPC con el lema: El Primer Canal.     |
| 1998-2005     | El círculo azul con dos semicírculos amarillo rojo, dentro del círculo el 4 y dentro del 4 las letras "RPC" en color azul. |
| 2006-2009     | En la izquierda el círculo con la huaca y en la derecha las letras RPC de color plateado.                                  |
| 2010-2012     | Arriba el círculo con la huaca y de bajo las letras RPC con el lema: Con Todo!!.                                           |
| 2012-2016     | En la izquierda el círculo con la huaca y en la derecha las letras RPC con variación de color rojo y blanco.               |
| 2017-2021     | En la derecha el círculo con la huaca y en la izquierda las letras RPC de color rojo.                                      |
| 2021-presente | Versión simplificada del logo anterior, con la cabeza de la Huaca y letras RPC en color rojo                               |

## Eslóganes
- 1960-1981: El primer canal
- 1982-1983: Quédate con la gente del 4
- 1984-1989: Vive con el 4
- 1990-1996: El primer canal
- 1997: Siempre contigo
- 1998: Goza tu mundial
- 1998-2000: La mejor manera de ver televisión
- 2001-2002: Se siente... somos el 4
- 2003: Como se nota que te gusta el 4
- 2004 y 2005: Contigo
- 2006-2009: Vive sin límites
- 2010-2012: Con todo
- 2012-2016: Empieza aquí
- 2015-2016: Moviéndonos (Motivo, aniversario #55)
- 2017-2019: Estoy RPC
- 2020-2021: Somos RPC
- Desde 2021: Tu casa